# Kenya i olympiska vinterspelen 2018
Kenya deltog i de olympiska vinterspelen 2018 i Pyeongchang, Sydkorea, med en trupp på en atlet (en kvinna) fördelat på en sport.
Vid invigningsceremonin bars Kenyas flagga av alpina skidåkaren Sabrina Simander.